# Церковь Святого Степаноса (Калининград)
Це́рковь Свято́го Степа́носа (арм. Կալինինգրադի Սուրբ Ստեփանոս եկեղեցի) — храм Армянской Апостольской церкви в Калининграде в честь Святого Стефана Первомученика.
Является первой церковью ААЦ, построенной в Прибалтике, старше первой церкви в странах Прибалтики и Скандинавии на два года.
При церкви действует культурный центр и воскресная школа, прилегающая парковка и зона в 1,5 гектара.

## История
В день освящения храма 14 октября 2006 года сначала во дворе русского православного храма Христа Спасителя был установлен хачкар из Армении в дар Смоленской и Калининградской епархии Русской православной церкви.
Через два часа была открыта первая в области армянская церковь Святого Степаноса. Этот храм расположен напротив православного храма Преподобного Герасима Болдинского. Храм освятил епископ Езрас Нерсесян, после чего поздравил присутствующих от имени Католикоса Всех Армян Гарегина II и передал высшую награду Армянской церкви — орден Григория Просветителя главному ктитору, председателю попечительского совета Армянской региональной национально-культурной автономии Калининградской области, почетному консулу Республики Армения, генеральному директору ООО «Лукойл-Калининградморнефть» Юрию Степановичу Каджояну. На церемонии присутствовали генеральный консул Армении в Санкт-Петербурге Рубен Акопян, вице-президент Союза армян России Герман Ананянц, депутаты областной и городской Думы, министры областного правительства, руководители различных компаний, фирм и хозяйственных структур, а также представители всех национально-культурных автономий Калининградской области.
В честь открытия вечером этого же дня в областном Доме искусств состоялся гала-концерт с участием творческих коллективов общины и артистов из Армении.

## Описание
Архитектором церкви Святого Степаноса был Рубен Азатян. Финансировали строительство местная армянская община, региональное отделение Союза армян России и различные благотворительные организации.
Высота храма составляет 21 метр, площадь 280 м², что позволяет одновременно вмещать 200 прихожан. На стенах церкви, облицованных ранее не применявшимся в городе привезённым из Армении розовым туфом и выполненных в классических армянских архитектурных формах, размещены барельефы, которые создали мастера из Армении. Общая территория церкви и прилегающей территории составляет почти 1 гектар.
Руководство Калининграда отметило, что «интересные старинные технологии армянских камнерезов использованы при отделке армянской церкви».

## Галерея

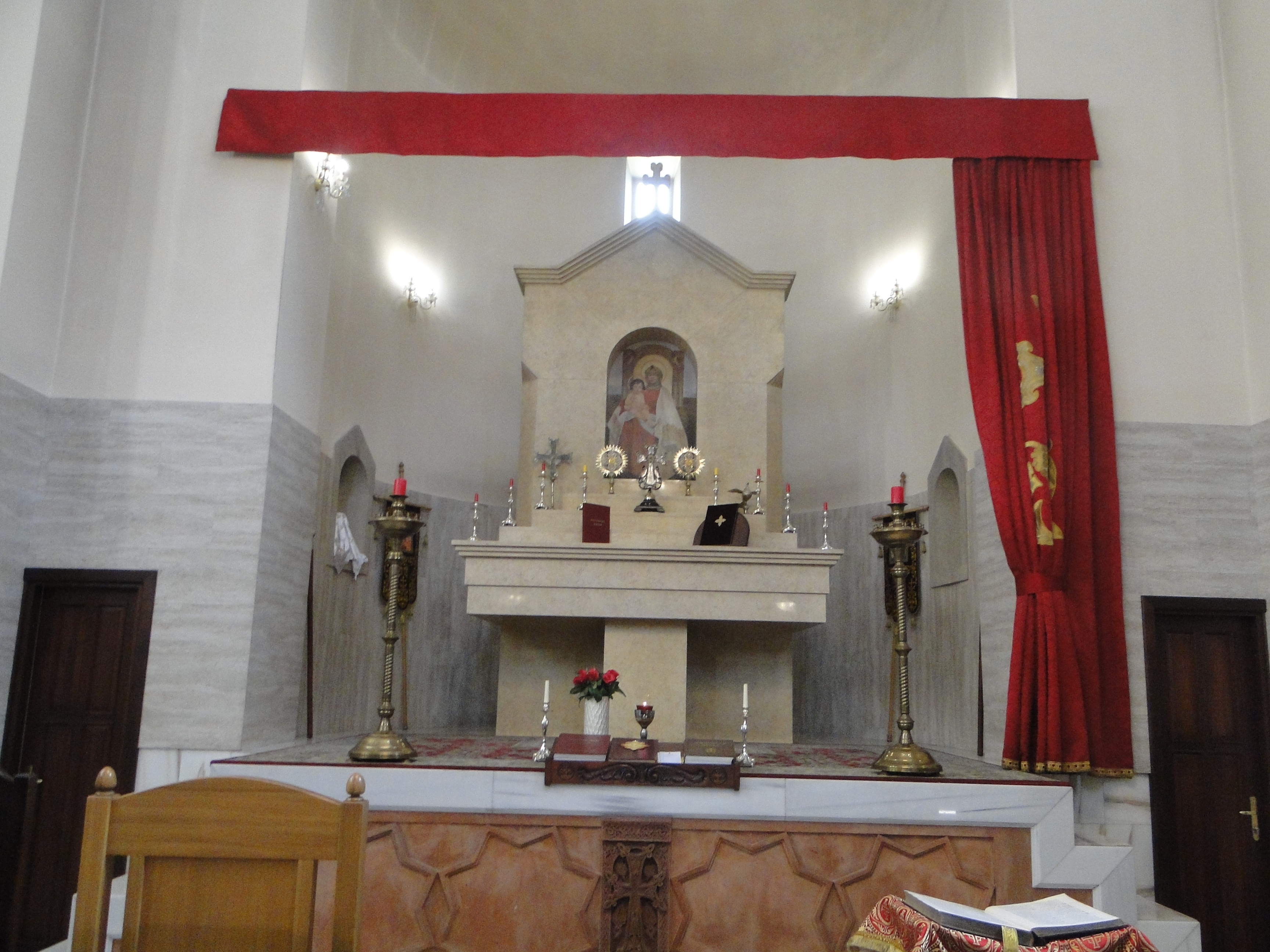
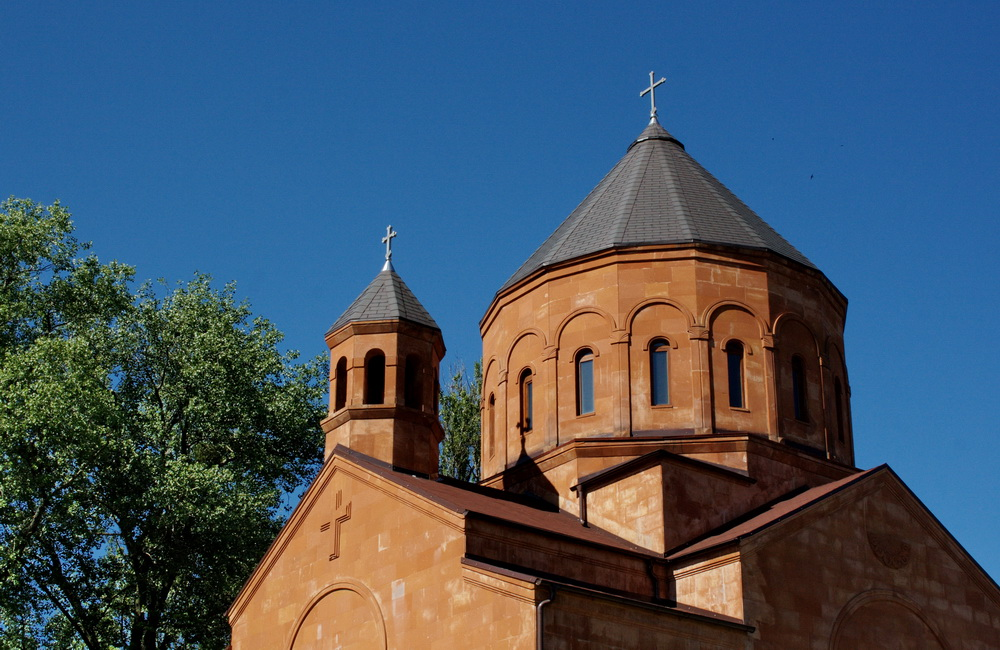
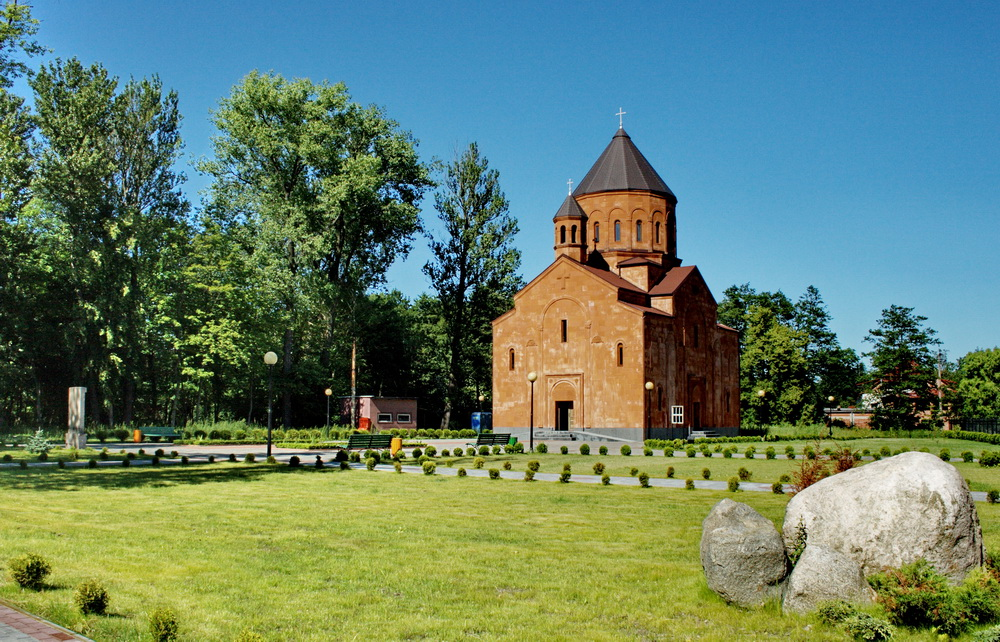
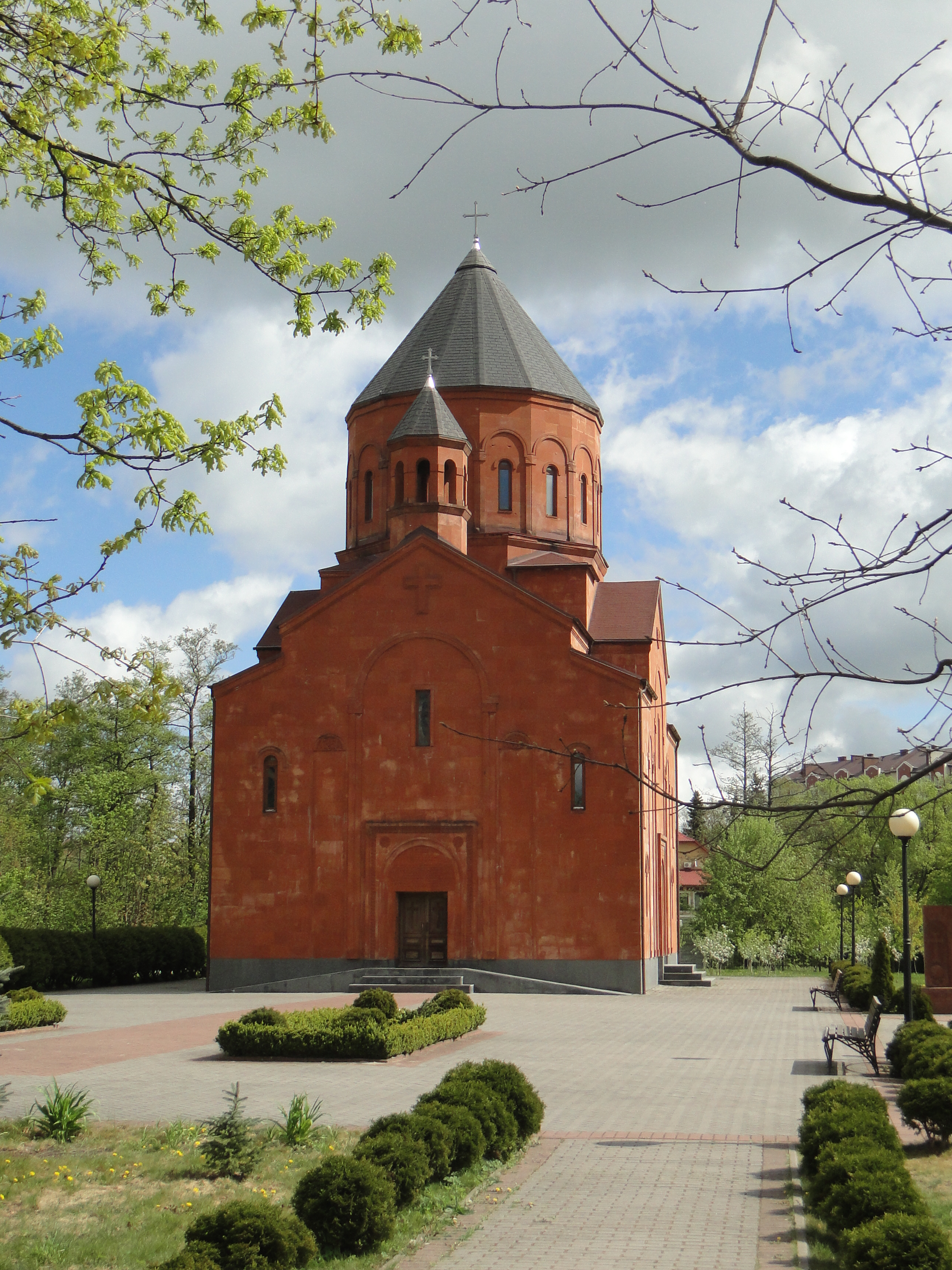